# تاتر توت

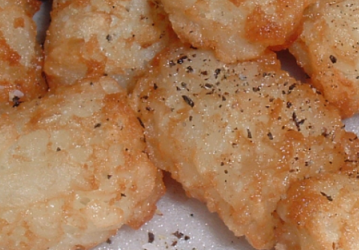
تاتر توت

تاتر توت المعروف أيضاً باسم توتس، وهو علامة تجارية مسجلة لهاش براون (بالإنجليزية: hash browns)‏. 
يتواجد بشكل شائع في الولايات المتحدة في وجبات الغذاء المدرسية والمطاعم ومحلات الوجبات السريعة وسوبر ماركت الأغذية المجمدة وفي شركة سايف واي (بالإنجليزية: Safeway Inc)‏ حيث يعتبر التوتس بنداً أساسياً في قائمة مأكولاتها مع الخيار والجبن أو الفلفل الحار أو كليهما معا وفي سلسلة مطاعم برغر كينج (بالإنجليزية: Burger King)‏ للوجبات السريعة يتوفر باسم تشيزي توتس (بالإنجليزية: Cheesy Tots)‏ على قوائم الإفطار والغداء والعشاء مع الجبن المذاب.
كما يشتهر قي المطاعم في شمال غرب المحيط الهادئ باسم تاتشو (بالإنجليزية: totchos)‏ مع صلصة الجبن كما تسمى البطاطا أولي في بعض المناطق في شمال شرق الولايات المتحدة الأمريكية.
في أستراليا يعرف باسم «فطائر البطاطا» أو «بطاطس - بوم بوم» (كما تستخدم في نيوزيلندا).

## التاريخ
أنشئ التاتر توت أول مرة سنة 1953 في شركة أوري إدا (بالإنجليزية: Ore-Ida)‏.كانت محاولة لمعرفة نتيجة تحمير البطاطس مع الدقيق والتوابل وأصبحت متاحة بالمطاعم والأسواق في عام 1954 وأصبح الأمريكيين يستهلكون ما يبلغ ثمنه 70 مليون جنيه من التوتس في السنة.